# Stachys (Bibel)
Stachys (Στάχυς; bl. 52–55 n. Chr.) war ein stadtrömischer Christ, der im Neuen Testament erwähnt wird.  
Im Römerbrief lässt Paulus seinem „lieben Stachys“ Grüße ausrichten (Röm 16,9 ). Stachys wird hier zusammen mit Urbanus genannt, den Paulus als seinen „Mitarbeiter“ bezeichnet. „Urbanus und (weniger oft) Stachys sind Sklavennamen.“ Die Grußliste des Römerbriefs ist interessant im Blick auf die soziale Zusammensetzung der Christengemeinde.